# British Rail Class 483
British Rail Class 483 — електропоїзди мотор-вагонної тяги спочатку побудовані в 1938 спеціально для підземних дистанцій лондонського метро. 
В 1988 потяги, спочатку побудовані для Компанії підземних електричних залізниць Лондона, були відставлені від роботи. 
В 1989—1992 рр поїзди були капітально відремонтовані підприємством з виробництва та ремонту локомотивів Eastleigh Works, для використання на електрифікованій за допомогою контактної рейки, постійним струмом напругою 630 вольт на Острівній лінії острова Вайт
. 
У свою чергу, потяги, що відпрацювали близько 50 років у мережі лондонського метрополітену, замінили ще старіші, побудовані в 1923 році і списані потяги Лондонського метрополітену серії Standart, які називаються на Острівній лінії British Rail Class 485 і 486. 
На момент покупки British Rail Class 485 та 486 відпрацювали вже понад 40 років у Лондонському метрополітені. 
Проте їх придбання в 1967 році для пасажирської роботи на новій електрифікованій лінії, що сполучає місто Райд з містом Шанклін

, 
де вони пропрацювали ще чверть століття, дозволило відкликати останні паровози з Острівної лінії.
На момент остаточної відставки від роботи та повного виведення з експлуатації 3 січня 2021 року електропоїздам British Rail Class 483 виповнилося 83 роки. 
Це були найстаріші пасажирські поїзди у Великій Британії, які в той час обслуговували регулярні пасажирські перевезення 

. 
Після виведення з експлуатації метровагонів класу 483 з 4 січня 2021 року лінію було закрито на невизначений термін для проведення модернізації та заміни рухомого складу на електропоїзди класу 484 
. 
Після модернізації лінію знову відкрито 1 листопада 2021 року 

З шести двовагонних одиниць, що обслуговували Острівну лінію на момент виведення з експлуатації, чотири вирішили зберегти для історії.